# 合併施行方式
道路整備における合併施行方式（がっぺいしこうほうしき）とは、日本で公共事業と有料道路事業を併用して一般有料道路や都市高速道路を整備することをいう。「合併施工方式」という表記は誤りである。

## 概要
一般的には、まず、公共事業者（国土交通省・都道府県・政令指定都市）が用地買収と建設工事の途中までを行う。その後、有料道路事業者（高速道路株式会社・地方道路公社）が公共事業者から事業の引継を受け、残りの建設工事と開通後の管理を行う。公共事業と有料道路事業との比率は、それぞれの道路や区間ごとに公共事業者と有料道路事業者との協議により決められる。
通行料金による回収の対象は、有料道路事業者が行った建設工事費用と開通後の管理費用に限られる。そのため、有料道路事業の採算性を向上させることができ、早期の整備につながるとされている。一般有料道路は採算が到底見込めない路線が数多く計画され、これを日本道路公団の有料道路事業のみで行なうことはその後の公団経営を悪化させ、さらには償還制度によって将来の利用者への負担が増すことから、国費投入によって利用者の負担軽減を図りたいとの思惑から合併施行の計画が持ち上がったとされる。つまりは、採算の到底見込めない路線の赤字を、税金投入で少なく見せかけるという、巧妙な赤字隠しとする批判が一部にある制度でもある。

## 合併施行の種類
合併施行方式で整備された有料道路のうち、総事業費に占める公共事業費の割合が極めて高いもの（つまり、公共事業の「餡」に有料道路事業の「薄皮」をかぶせた「薄皮饅頭」のようなもの）を俗に薄皮有料（うすかわゆうりょう）という。一方で、全体のごく一部を公共事業費で賄う方式を旗ざお式と呼ぶ。また、一般有料道路に接続する前後の道路について公共事業費で賄う方式を羊かん式と呼ぶ。丁度羊羹のように模様が縦方向に等分されていることによる。一本の道路が縦割りで建設主体が異なっていることから、これらの名称が付けられている。
顕著な例として、道路全体の98パーセントを税金で賄い、舗装のみ日本道路公団が行なった事例がある。例えば東海環状自動車道の場合、一部区間を除いて道路本体を国土交通省が施工し、その他の舗装、施設等のみ日本道路公団が施工しており、薄皮式の典型的な例である。伊勢湾岸道路の名港西大橋一期線（上り線）の場合、斜張橋のみ公団建設、その前後の道路は建設省担当で、典型的な羊かん式である。

## 問題点
一般有料道路は利用者負担と利便性に応じて建設されるべき道路であり、その採算性については、十分な計画を練っておくことがその後の償還達成のためには重要である。だが、さまざまな地域や政治家の圧力などにより収入の見込めない一般有料道路の建設が要請される場合、有料道路事業者の財政運営を圧迫することから、国費（税金）を投入することでそれをやわらげ、結果的に早期整備が期待できるとする。しかし、税金投入とは本来、道路を無料開放することを前提に行なわれるもので、それを有料道路事業と組み合わせることは無料とされるべき道路をむりやり有料化することから倫理的に問題があるとされる。